# Sheppardia sharpei
El akelat de Sharpe (Sheppardia sharpei) es una especie de ave paseriforme de la familia Muscicapidae propia de las montañas de África oriental. Su nombre conmemora al zoólogo inglés Richard Bowdler Sharpe.

## Distribución y hábitat
Se extiende por el arco montañoso Oriental hasta el norte del lago Malawi, distribuido por  Tanzania y el norte de Zambia y Malawi. Su hábitat natural son los bosques húmedos tropicales de montaña y las zonas de matorral de alta montaña.